# بريك الحجر
بريك الحجر إحدى قرى مركز طنطا التابع لمحافظة الغربية بجمهورية مصر العربية.

## التاريخ
قرية بريك الحجر من القرى القديمة، حيث وردت باسم «برك الحجر» في أعمال الغربية ضمن قرى الروك الصلاحي التي أحصاها ابن مماتي في كتاب قوانين الدواوين، وقال ابن مماتي أنها من توابع منوف. كما وردت باسم «برك الحجر» في أعمال الغربية ضمن قرى الروك الناصري التي أحصاها ابن الجيعان في كتاب «التحفة السنية بأسماء البلاد المصرية». وردت باسم «برك الحجر» في التربيع العثماني الذي أجراه الوالي العثماني سليمان باشا الخادم في عصر السلطان العثماني سليمان القانوني ضمن قرى ولاية الغربية، وفي تاريخ 1228هـ/1813م الذي عدّ قرى مصر بعد المسح الذي قام به محمد علي باشا باسم «بريك الحجر» ضمن قرى مديرية الغربية.
أجرت مديرية الزراعة في المحافظة تجارب لإنتاج الأرز البسمتي والهجين والسوبر في القرية في عام 2024.

## التعليم
تصل نسبة الأمية في القرية إلى 40.05% بين من تجاوزوا العاشرة من عمرهم، بينما تصل نسبة من حصلوا على تعليم جامعي إلى 2.31% من جملة السكان.

## السكان
بلغ عدد سكان بريك الحجر 2906 نسمة حسب تقدير عام 2018. ذكر في تعداد 1986 أن القرية بها أقلية مسيحية.
| السنة  | 1882 | 1897 | 1907 | 1927 | 1947 | 1960 | 1976 | 1986 | 1996 | 2006  | 2018 |
| ------ | ---- | ---- | ---- | ---- | ---- | ---- | ---- | ---- | ---- | ----- | ---- |
| القرية | 237  | 682  | 826  | 743  | 784  | 916  | 1293 | 1458 | 1695 | 1,967 | 2906 |